# Museet för anatoliska kulturer

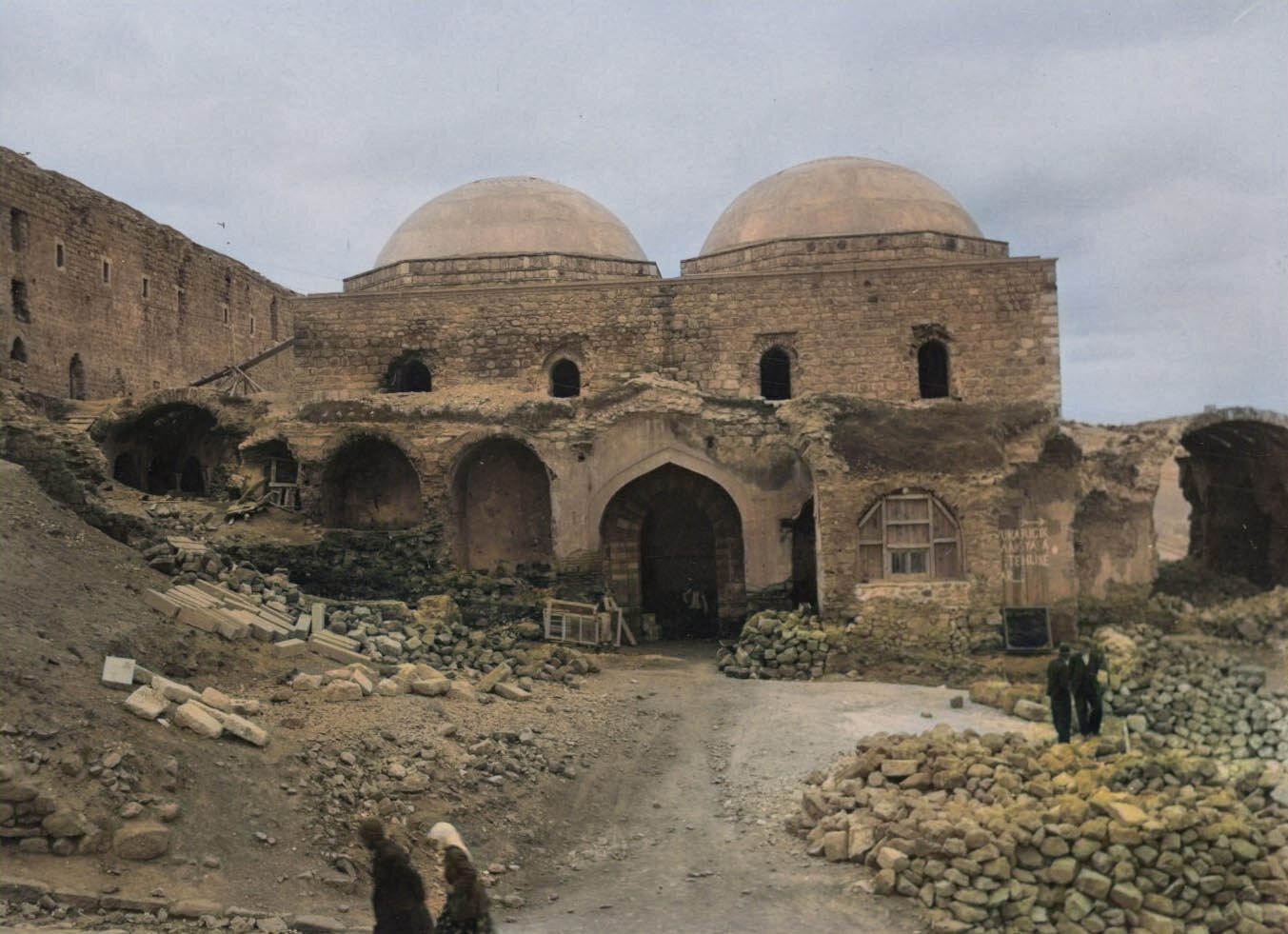
Äldre bild av den tidigare karavanserajen Kurşunlu Han, numera museibyggnad.

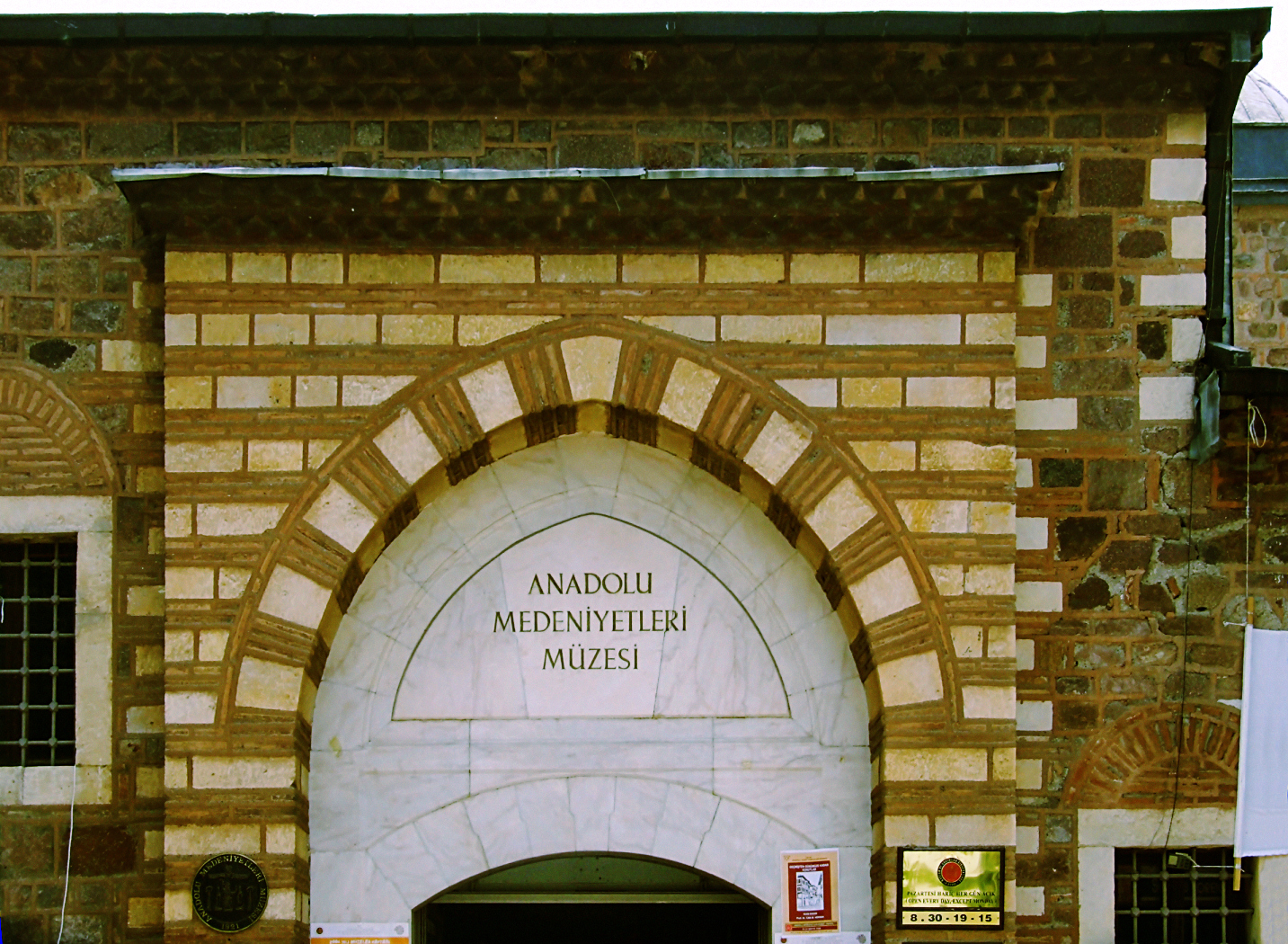
Museets entrégrind.

Museet för anatoliska kulturer (turkiska: Anadolu Medeniyetleri Müzesi) är ett turkiskt arkeologiskt museum, vilket är beläget i södra delen av Ankaras slott i stadsdelen Atpazarı area i Ankara. Det består av den gamla ottomanska Mahmut Paşa-basarbyggnaden och den tidigare karavanserajen Kurşunlu Han. På basis av Atatürks önskan att etablera ett hettitmuseum köptes byggnaderna av staten och renoverades 1938-68 och öppnades för allmänheten som Ankaras arkeologiska museum.
Numera används Kurşunlu Han som administrationsbyggnad, medan den gamla basarbyggnaden används för utställningar av arkeologiska fynd från en rad epoker i Anatolien, från den äldre stenåldern, över den neolitiska eran, tidig bronsålder, assyriska handelskolonier, hettitisk kultur, frygisk kultur, urartisk kultur, grekisk, hellenistisk, romersk, bysantinsk, seljukisk och ottomansk kultur. Där finns föremål från en mängd utgrävningar: i Karain, Çatalhöyük, Hacılar, Canhasan, Beyce Sultan, Alacahöyük, Kültepe, Acemhöyük, Boğazköy (Gordion), Pazarlı, Altıntepe, Adilcevaz och Patnos.
Museet fick priset European Museum of the Year Award 1997.

## Byggnaderna
Mahmut Paşa Bedesteni bygges 1464-71 av Mahmud Pasha Angelovic, storvesirerna hos Mehmed II Erövraren. Byggnaden uppfördes i traditionell stil, med 10 kupoler och 102 affärslokaler.
Kurşunlu Han antas också vara byggd av Mehmet Pasha Angelovic. Den har en gård och en arkad i mitten, omgivna av rum i två våningar. Huskomplexet har 28 rum i bottenvåningen och 30 rum en trappa upp. Alla rum har eldstäder. Det finns också en lada i L-form väster och söder om rummen. På nord- och östsidorna finns 20 affärslokaler och dessutom fyra i trädgården.

## Fotogalleri

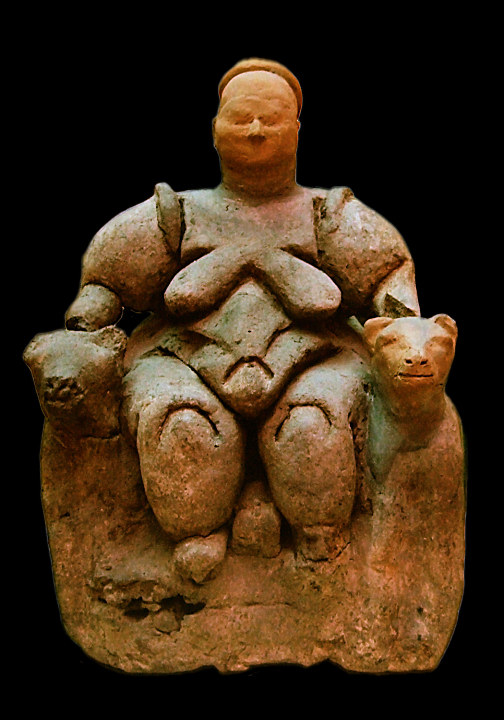
Modergudinnan från Çatalhöyük
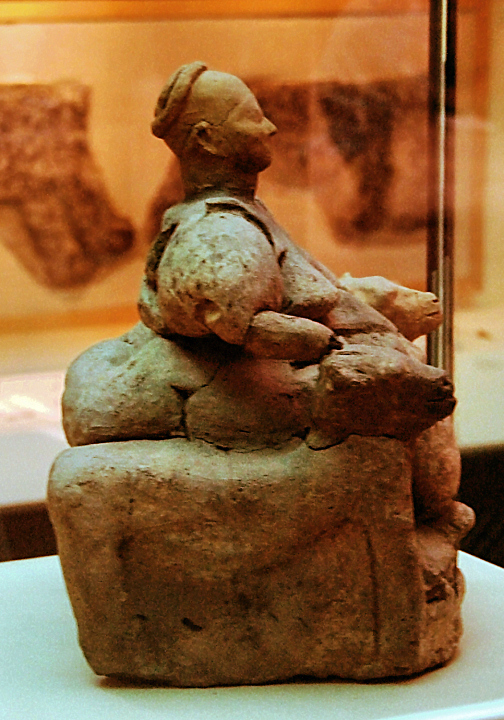
Modergudinnan från Çatalhöyük
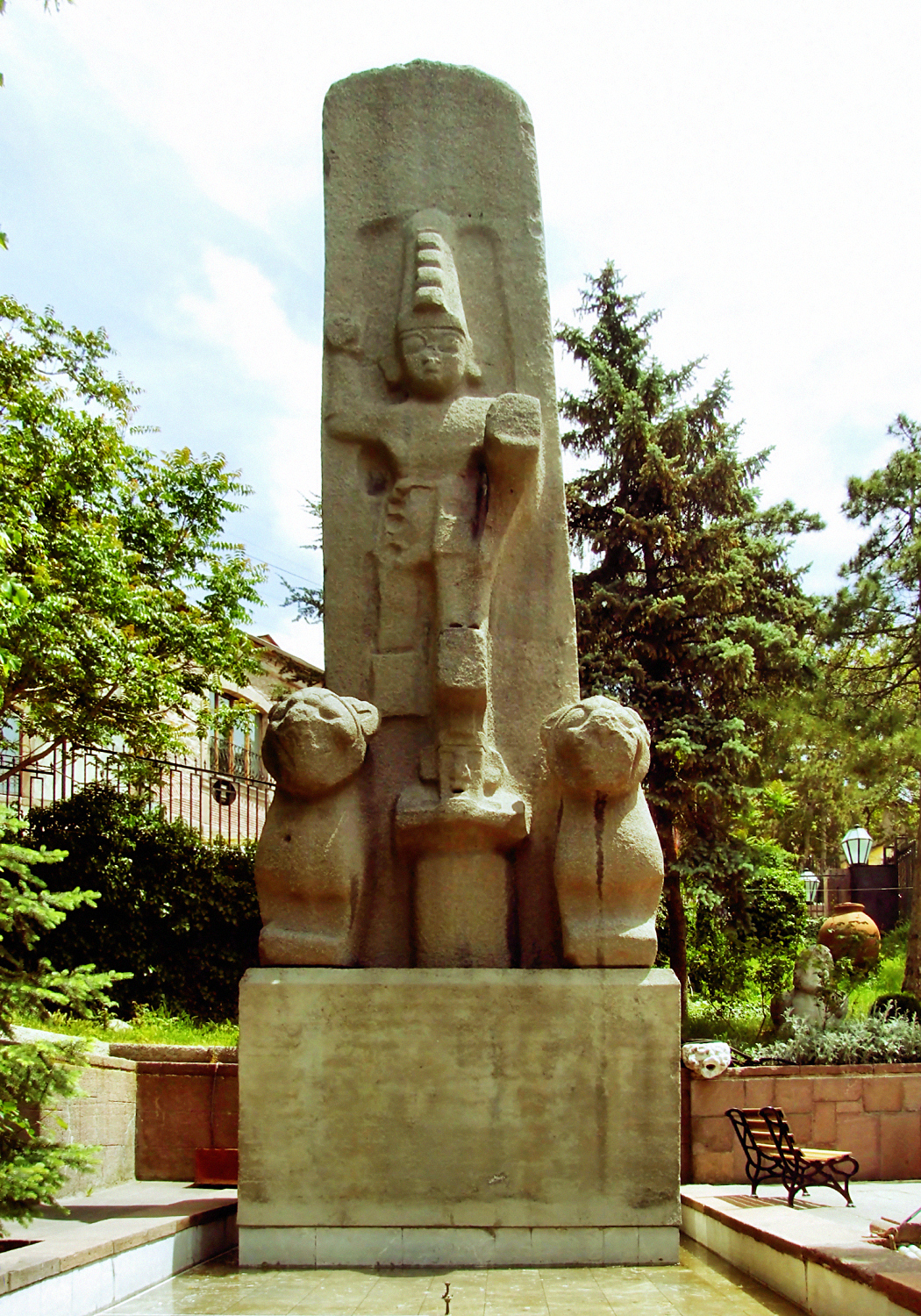
Hettistisk monument, en replik av monumentet i Fasıllar
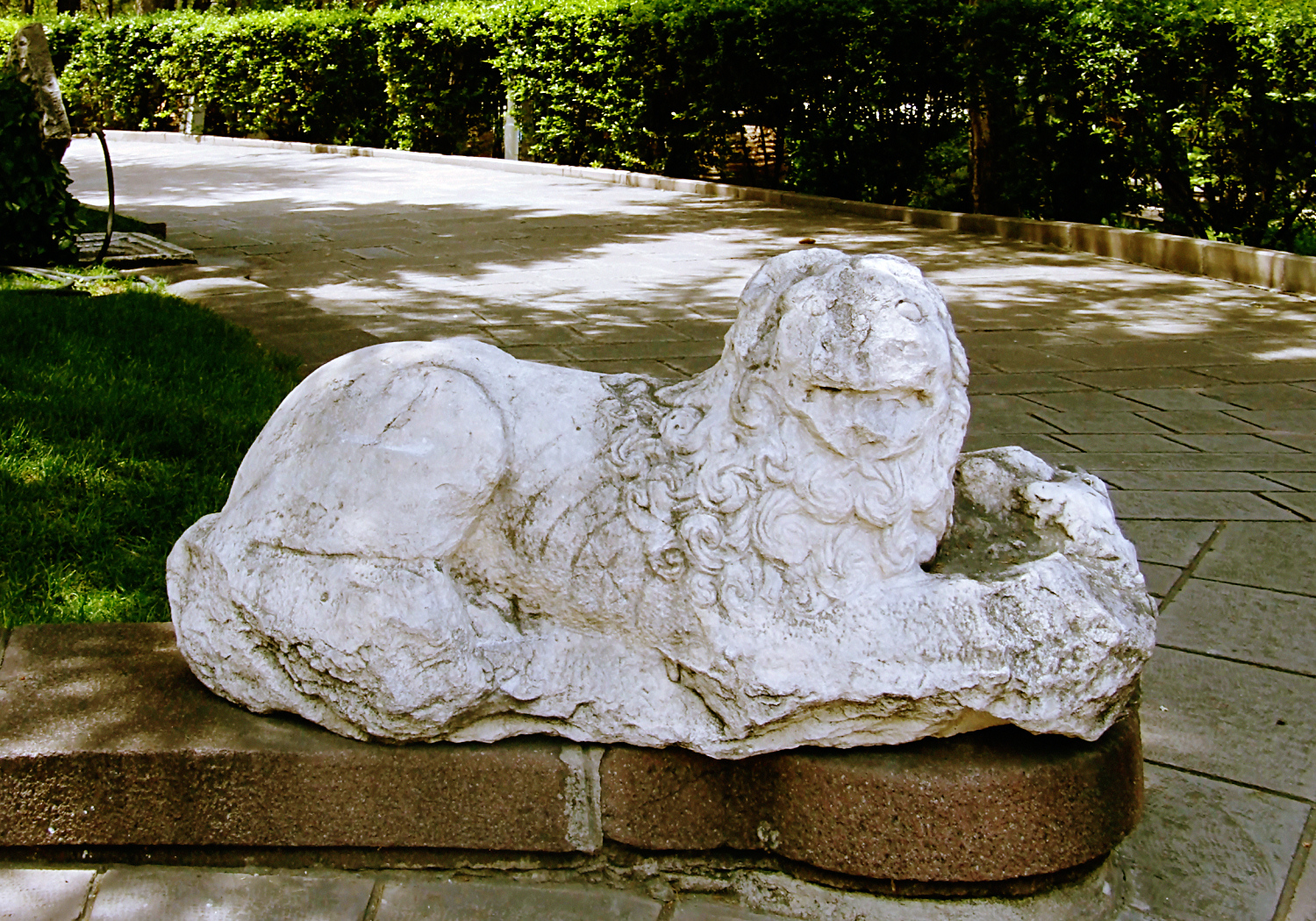
En skulptur på gården
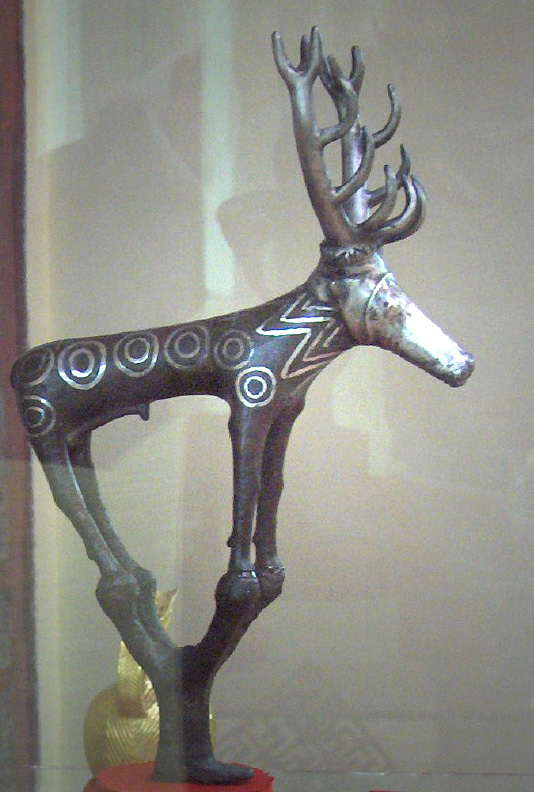
Statyett av hjorttjur, symbol för hettistisk manlig gud
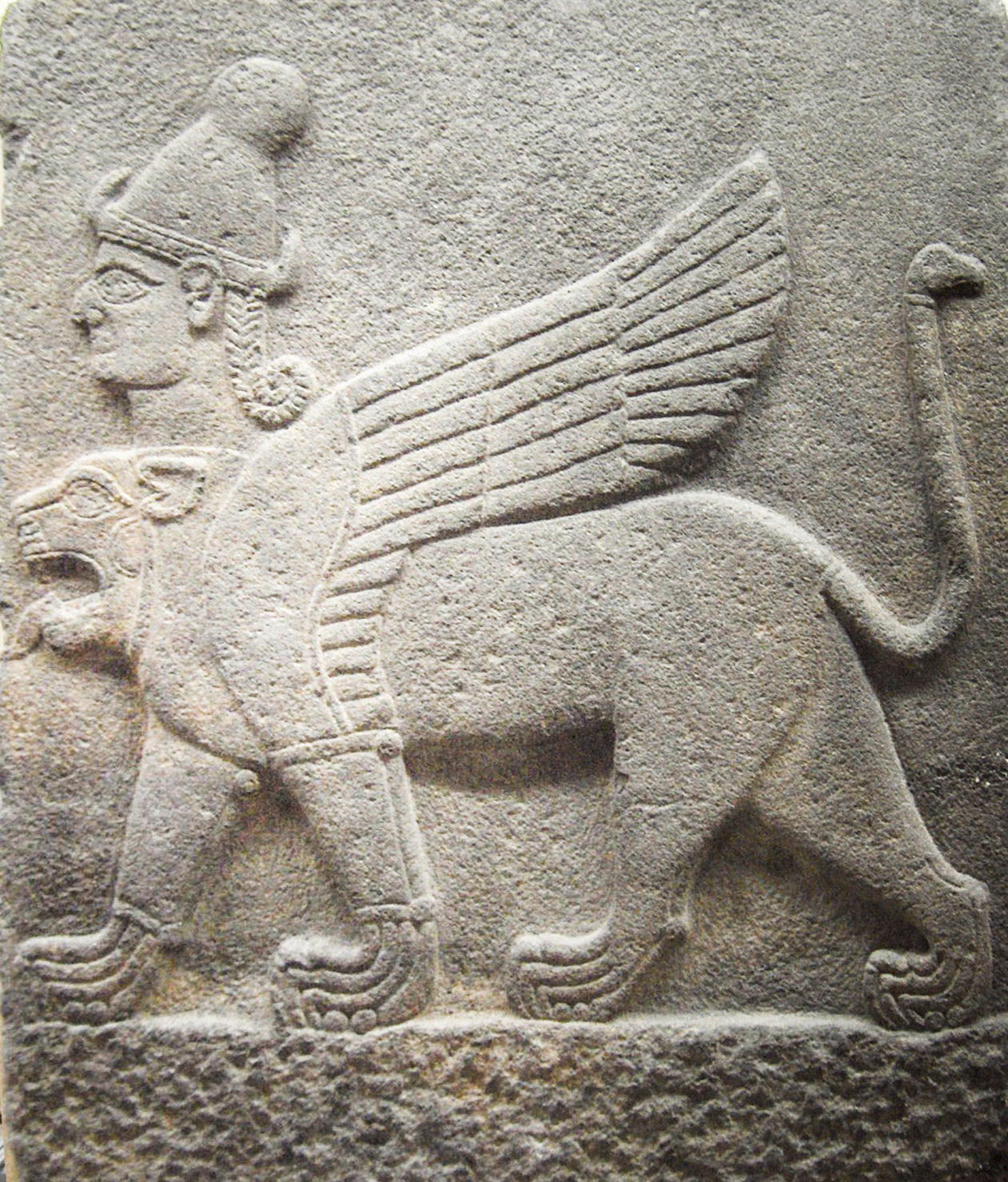
Chimera med människohuvud och lejonhuvud, från sen hettistisk era
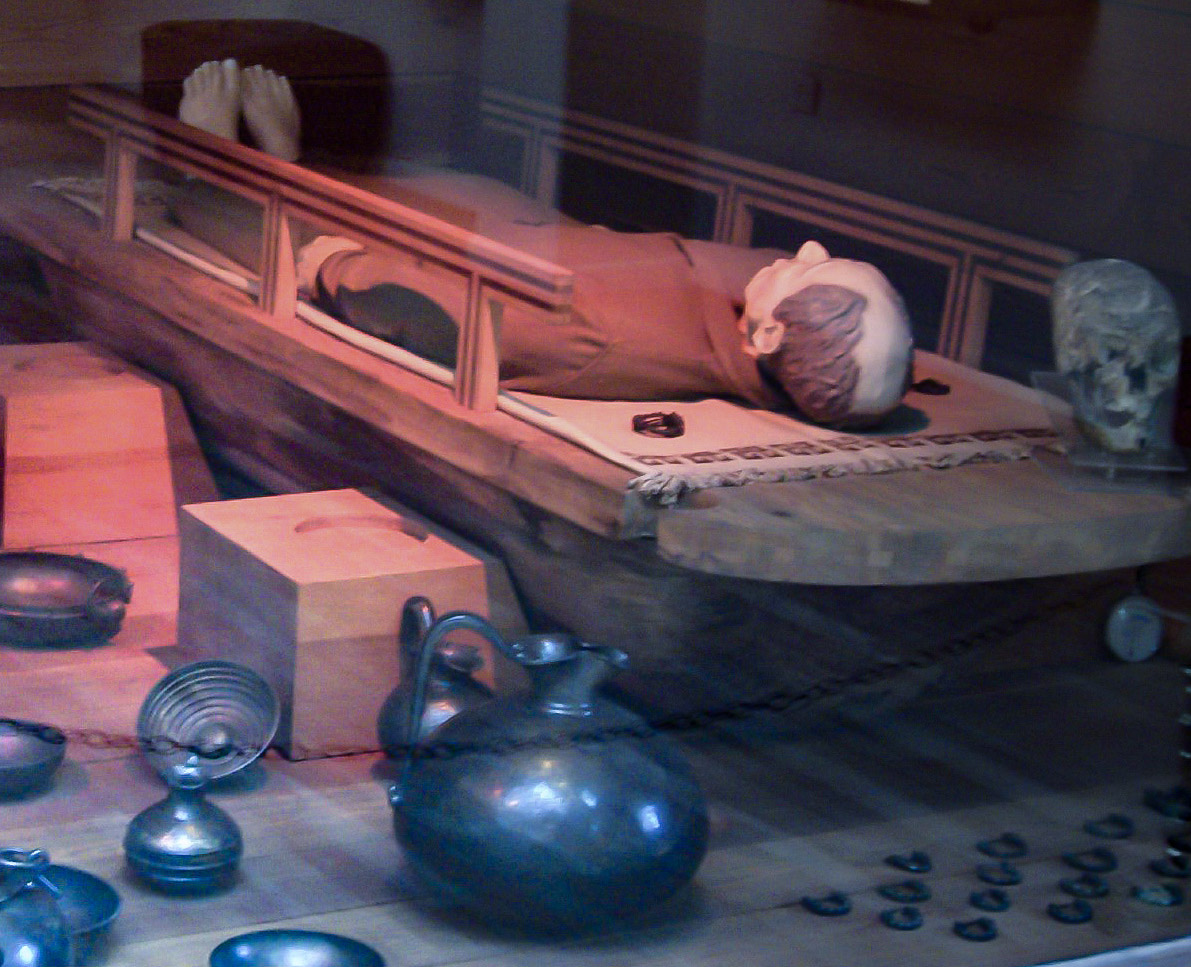
Rekonstruktion av kung Midas grav
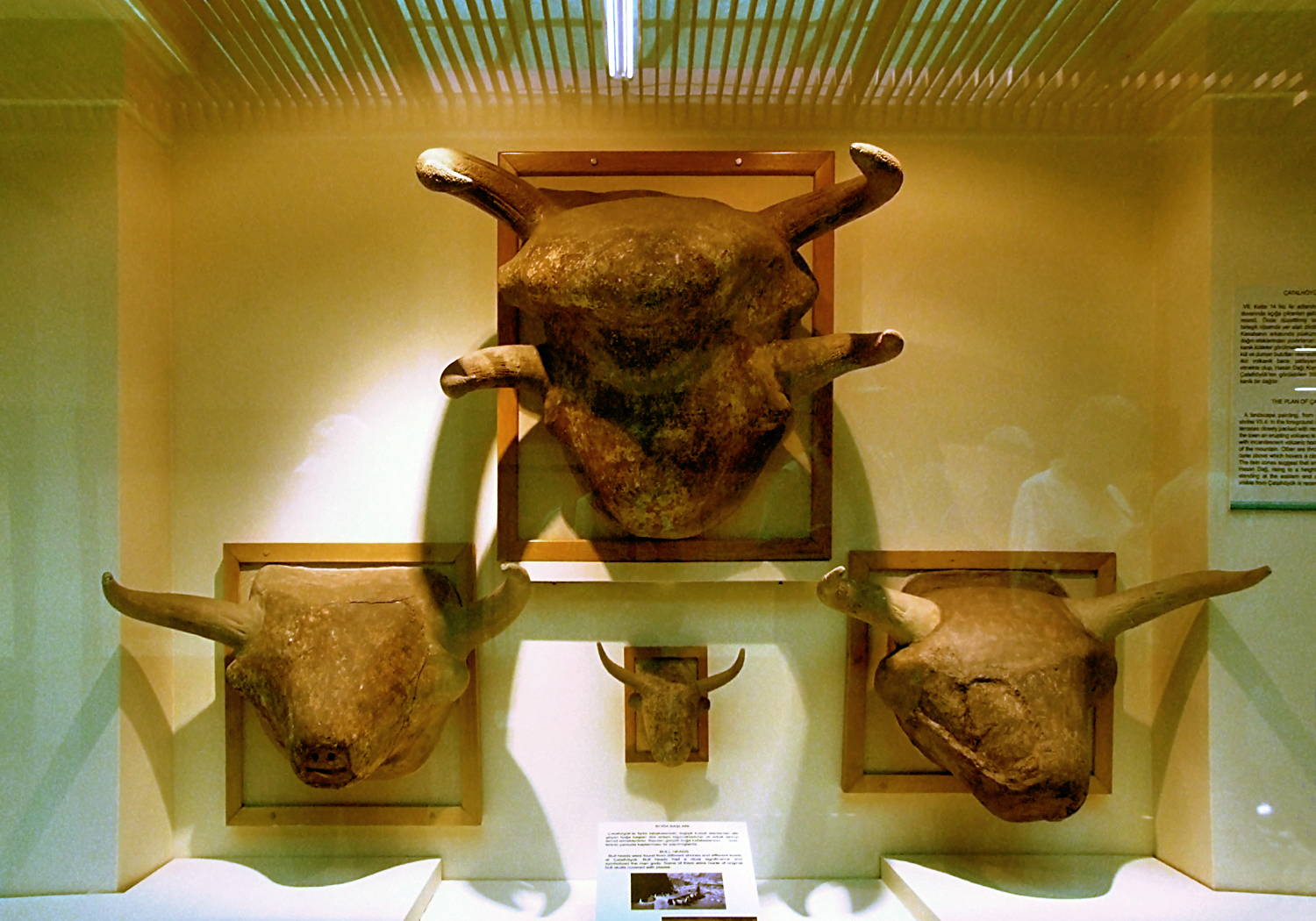
Tjurhuvuden från Çatalhöyük
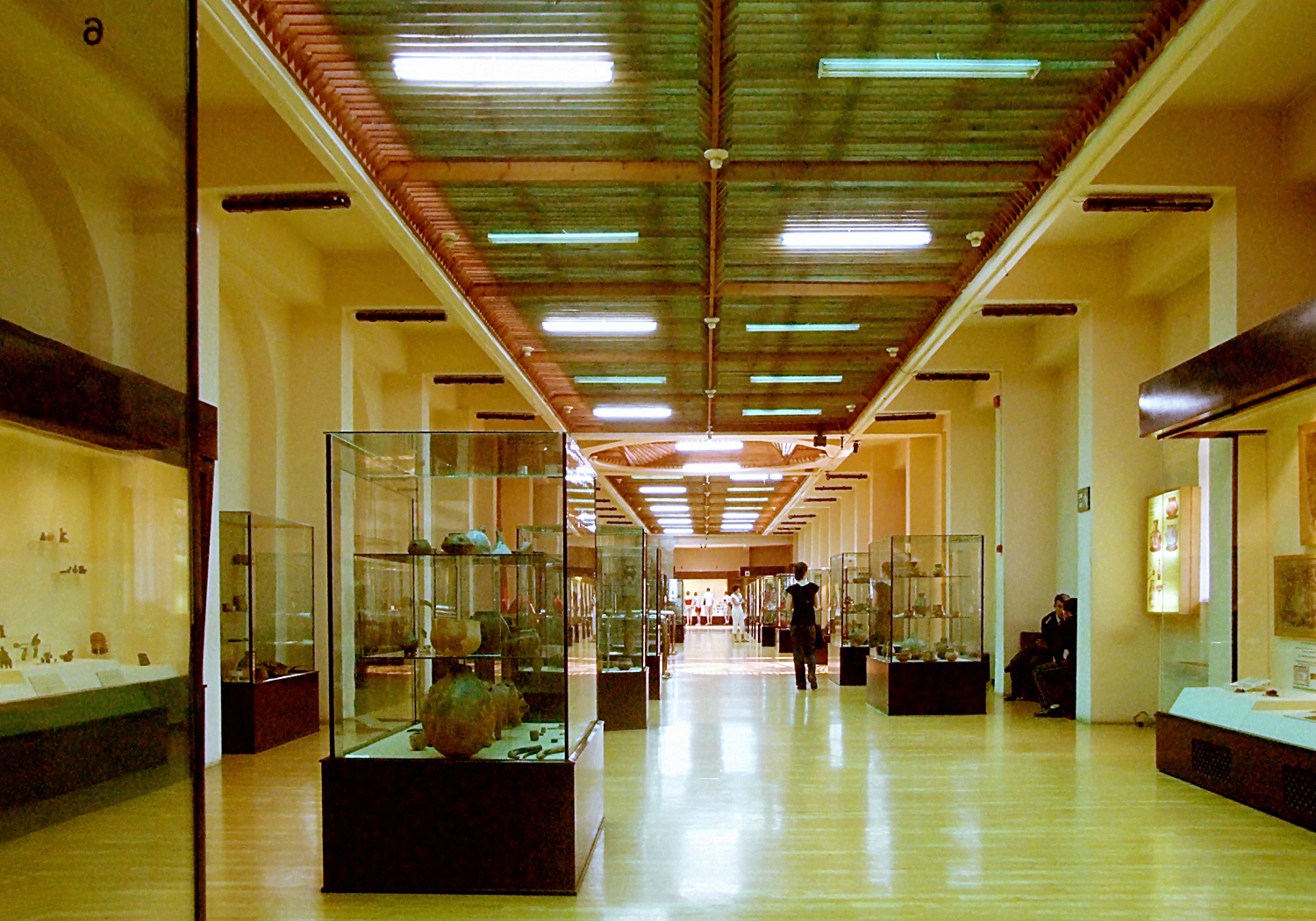
Utställningssal
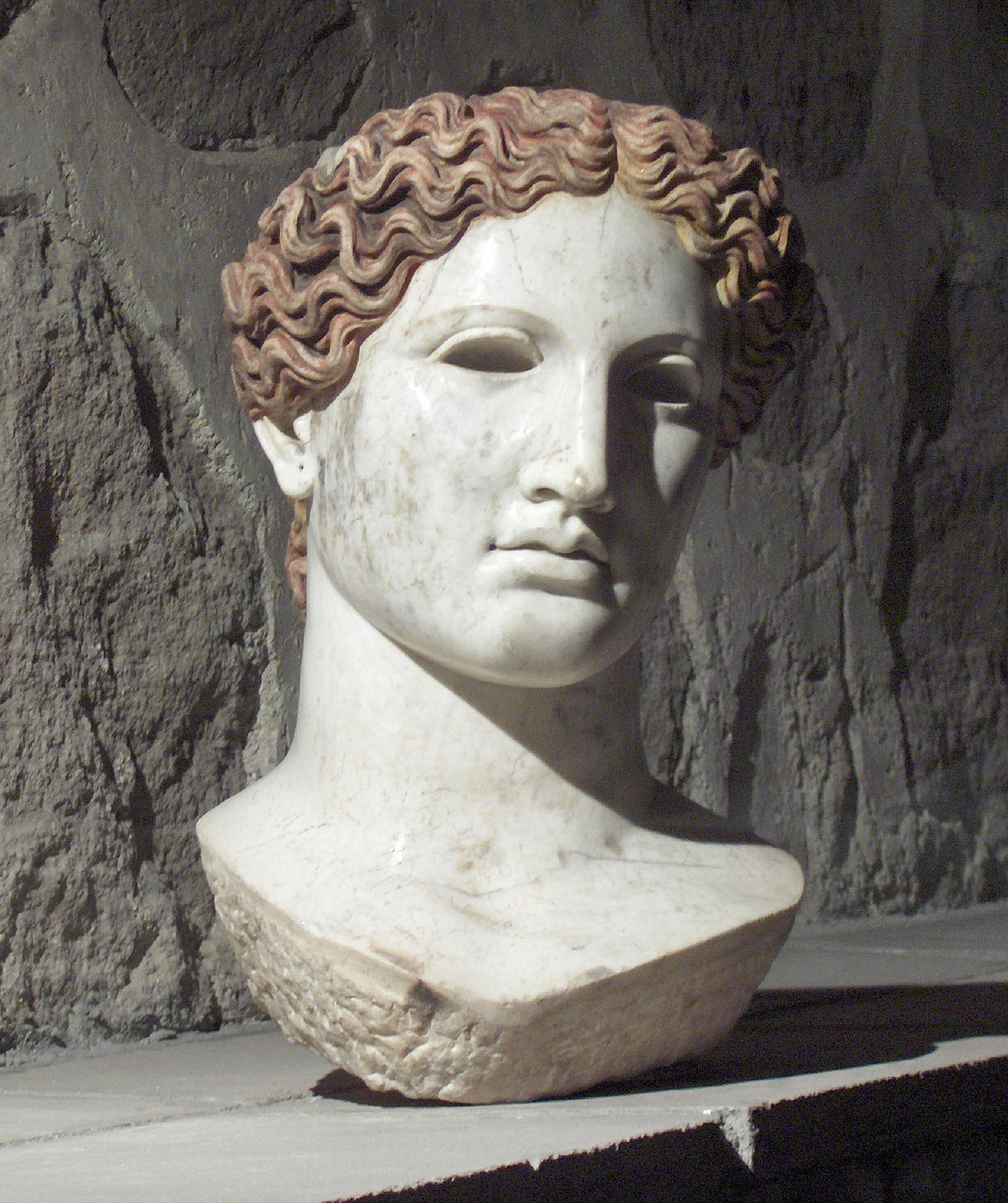
Marmorhuvud av romersk kvinna